# Alexander Hellnemo
Nils Hugo Alexander Hellnemo, född 5 januari 2004 i Böblingen, är en svensk ishockeymålvakt som spelar för Nybro Vikings IF i Allsvenskan.

## Klubbar (i urval)
- Skellefteå AIK J20, J20 Nationell (2021/2022 - 2022/2023)
- Skellefteå AIK, SHL (2022/2023)
- Rögle BK, SHL (2023/2024)
- Skellefteå AIK, SHL (2023/2024) (lån)
- Skellefteå AIK, SHL (2024/2025)
- Nybro Vikings IF, Allsvenskan (2024/2025) (lån)
- Nybro Vikings IF, Allsvenskan (2025/2026 –)